# دایهاتسو میجت
دایهاتسو میجت (Daihatsu Midget) خودرویی است که در سال‌های ۱۹۵۷–۱۹۷۲، ۱۹۹۶–۲۰۰۲تولید شده‌است.
این خودرو در کلاس اتوریکشا قرار گرفته، است.
Midget به معنی «ریز» است.